# Militärakademie für rückwärtige Dienste und Transportwesen
Die Militärakademie für rückwärtige Dienste und Transportwesen „A.W.Chruljow“ (russisch Военная академия тыла и транспорта имени А. В. Хрулева) war eine militärische Bildungseinrichtung der Sowjetunion, die von Russland weitergeführt wird.

## Geschichte

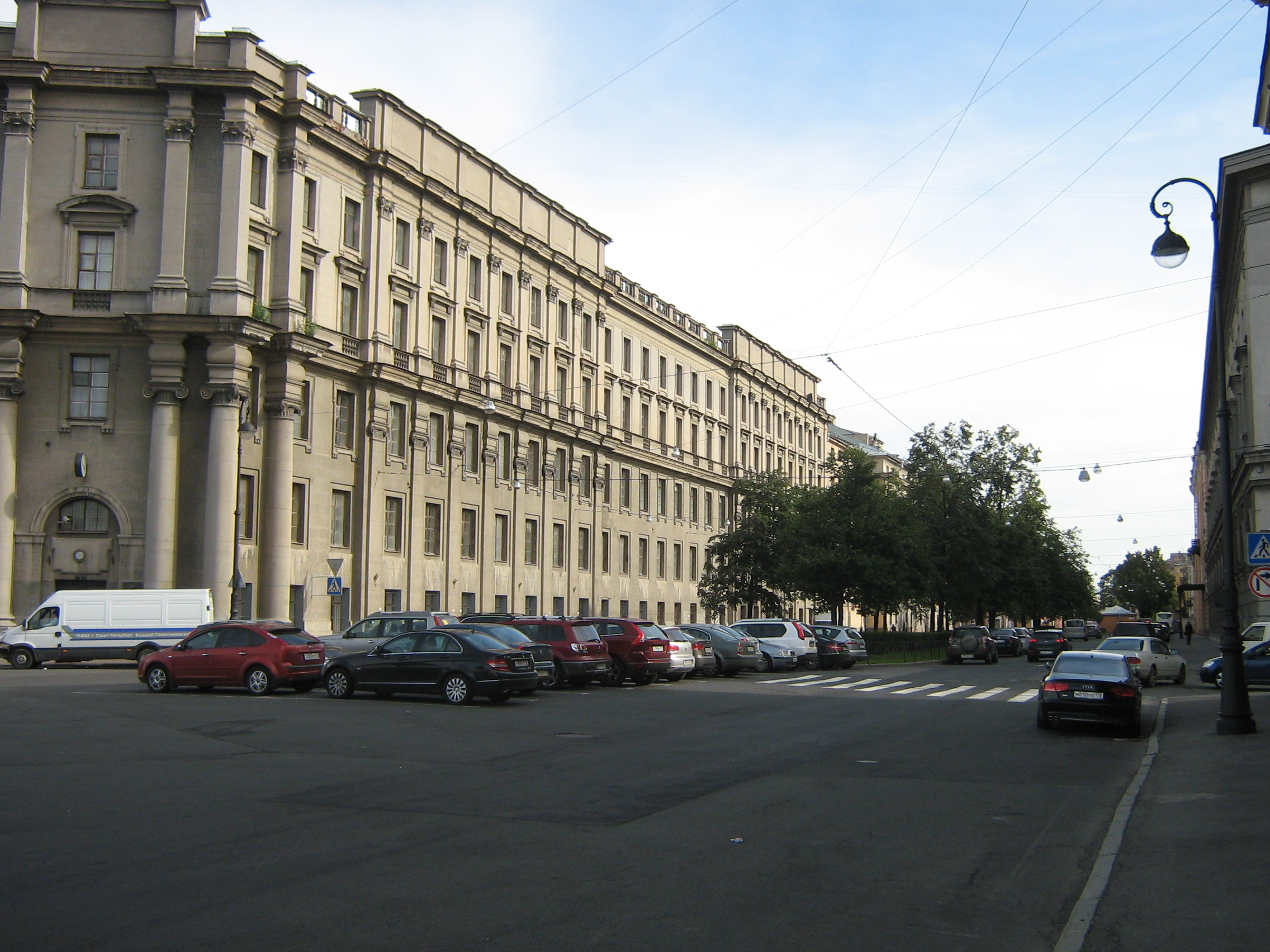
Akademiegebäude in St. Petersburg 2012

Die Akademie gehört zu den ältesten Einrichtungen in St. Petersburg. Im Jahre 1800 wurde das Institut für Verkehrsingenieure gegründet. Auf der Grundlage dieses Institutes und der 1911 gegründeten Intendantenakademie wurde 1918 die Militärwissenschaftliche Akademie der Roten Arbeiter- und Bauern-Armee gebildet. Mit der Schaffung der Akademie erfolgte eine Verlegung des Akademiesitzes nach Moskau. Von 1943 bis 1956 war der Akademiesitz in Kalinin, dem heutigen Twer, bevor er nach Leningrad, dem heutigen St. Petersburg zurück verlegt wurde.
Im Jahre 1920 fand ein Zusammenschluss der Akademie mit der Finanzhochschule der Seestreitkräfte statt. Aus diesen beiden Institutionen wurde die Militärwirtschaftliche Akademie der Roten Arbeiter- und Bauern-Armee und der Roten Arbeiter- und Bauern-Flotte gebildet. Diese Einrichtung wurde 1924 aufgelöst und 1935 wieder gegründet. In den kommenden Jahren macht die Akademie weitere Namensänderungen durch. Ab 1940 wurde sie als Intendantenakademie der Roten Armee und ab 1942 Militärakademie für rückwärtige Dienste und Versorgung bezeichnet. Nach der Zusammenlegung mit der Militärakademie für Transportwesen bekam die Akademie den heutigen Namen.

## Auftrag
Ziel dieser Einrichtung ist die Ausbildung von Kommandeuren und Ingenieuren aller Laufbahnen der rückwärtigen Dienste. Daneben beschäftigt sie sich mit der Erforschung der Probleme der rückwärtigen Sicherstellung.
Auszeichnungen
- Leninorden 1968